# Демонстрация на Розенштрассе

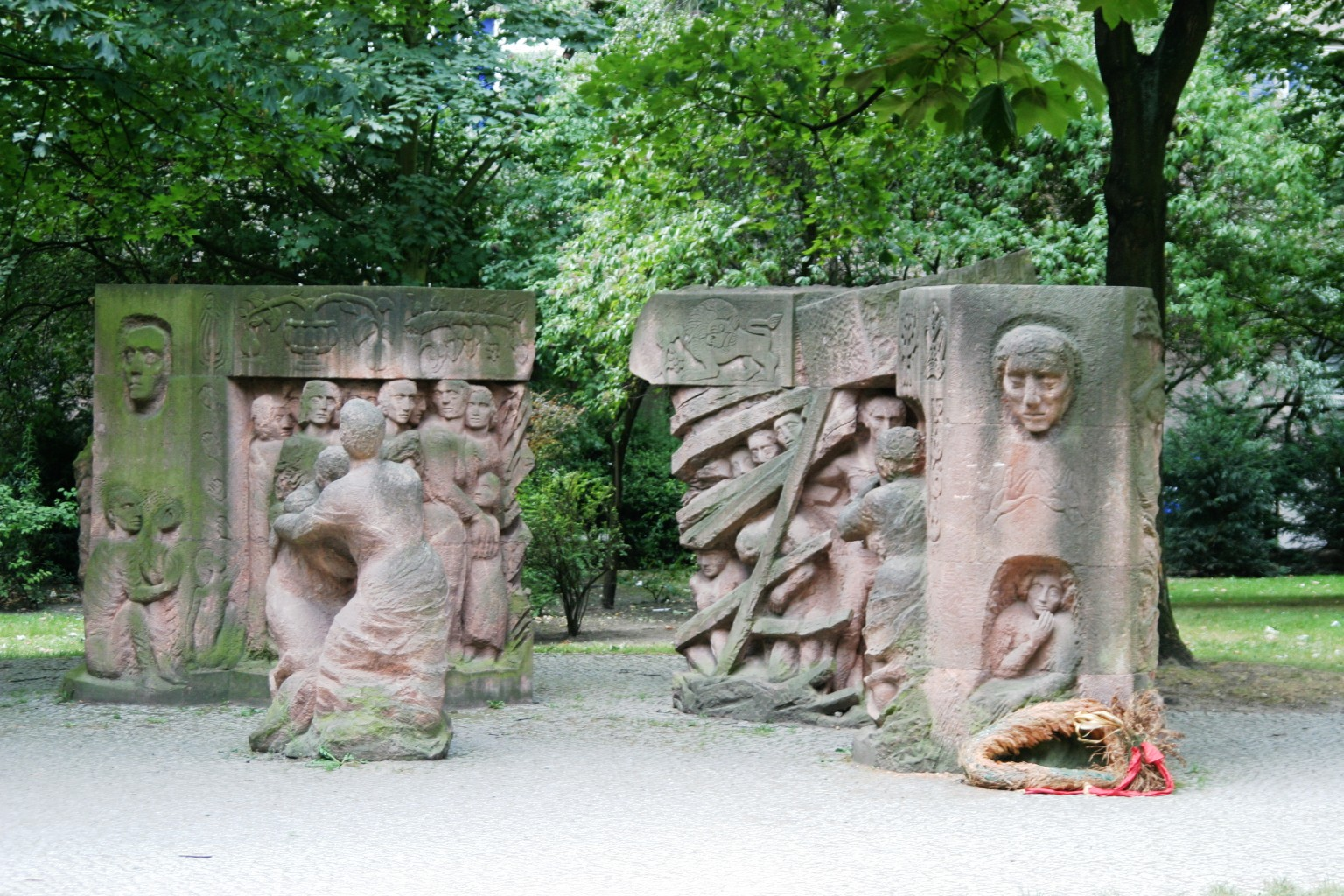
Памятник участникам демонстрации. Скульптор Ингеборг Хунцингер, 1995

Демонстрация на Розенштрассе в Берлине 27—28 февраля 1943 года — крупнейшая демонстрация протеста во времена нацистской Германии с осуждением действий режима. В демонстрации участвовали этнические немцы — супруги и близкие евреев, которых намеревались отправить в концентрационные лагеря.
27 февраля 1943 органы СС и гестапо начали арестовывать остававшихся в Берлине евреев и направлять их в транзитные лагеря (для последующей депортации в концентрационные лагеря). Среди более чем 8000 схваченных находилось немало супругов из немецко-еврейских смешанных браков. Эти последние были помещены в здание бывшей еврейской богадельни на Розенштрассе.
Уже вечером 27 февраля перед зданием стихийно образовалась толпа, в основном состоявшая из жён, мужей и близких. Они начали требовать освобождения задержанных.
В течение нескольких следующих дней толпа не расходилась, около здания постоянно находилось несколько сотен людей, которые сменяли друг друга. Полиция неоднократно обращалась к ним с требованием разойтись, и некоторые даже уходили, но недалеко, чтобы снова вернуться.
Начиная со 2 марта началось постепенное освобождение схваченных. 5 марта с Розенштрассе в Освенцим были отправлены 25 человек, однако уже через несколько недель они были возвращены и освобождены. По разным сведениям, освобождены в итоге были практически все из 2000 человек, содержавшихся в здании.
Из числа оставшихся 6000 задержанных в феврале, которые были помещены не в здании на Розенштрассе, а в транзитные лагеря, небольшая часть была перемещена в Терезинштадт, а оставшиеся — в Освенцим, где многие из них были уничтожены.
Лица, освобождённые из здания, должны были зарегистрироваться в Трудовой службе, и были обязаны участвовать в принудительных работах под руководством Имперского объединения евреев в Германии (нем. Reichsvereinigung der Juden in Deutschland). В этих работах они заменили «полных евреев», которые к тому времени в большинстве уже были отправлены в лагеря.
События демонстрации нашли отражение в художественном фильме «Розенштрассе» режиссёра Маргареты фон Тротта.